# Ільшванг
Ільшванг (нім. Illschwang) — громада в Німеччині, розташована в землі Баварія. Підпорядковується адміністративному округу Верхній Пфальц. Входить до складу району Амберг-Зульцбах. Центр об'єднання громад Ільшванг.
Площа — 54,15 км2. Населення становить 2013 ос. (станом на 31 грудня 2020).